# Benthophilus leobergius
Benthophilus leobergius är en fiskart som beskrevs av Berg, 1949. Benthophilus leobergius ingår i släktet Benthophilus och familjen smörbultsfiskar. IUCN kategoriserar arten globalt som livskraftig. Inga underarter finns listade.

## Bildgalleri

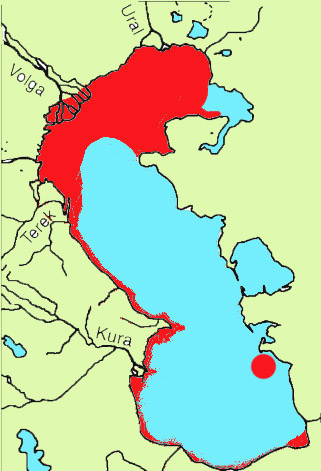